# 博尔瑟奈姆
博尔瑟奈姆（法語：Bolsenheim，德語發音：[bɔlsənaim]）是法国下莱茵省的一个市镇，位于该省中南部，属于塞莱斯塔-埃尔什泰因区。 

## 地理
博尔瑟奈姆（48°25'9"N, 7°36'32"E）面积4.35 平方千米，位于法国大東部大區下莱茵省，该省份为法国大陆部分最东部的省份，是阿尔萨斯的一部分，今与上莱茵省组成了阿尔萨斯欧洲集体，其南至上莱茵省，西南接孚日省和默尔特-摩泽尔省，西接摩泽尔省，北与德国接壤。
与博尔瑟奈姆接壤的市镇（或旧市镇、城区）包括：埃尔什泰因、迈斯特拉蔡姆、奥斯图斯、斯沙埃弗尔桑、于特奈姆、韦斯图斯、尼代奈。

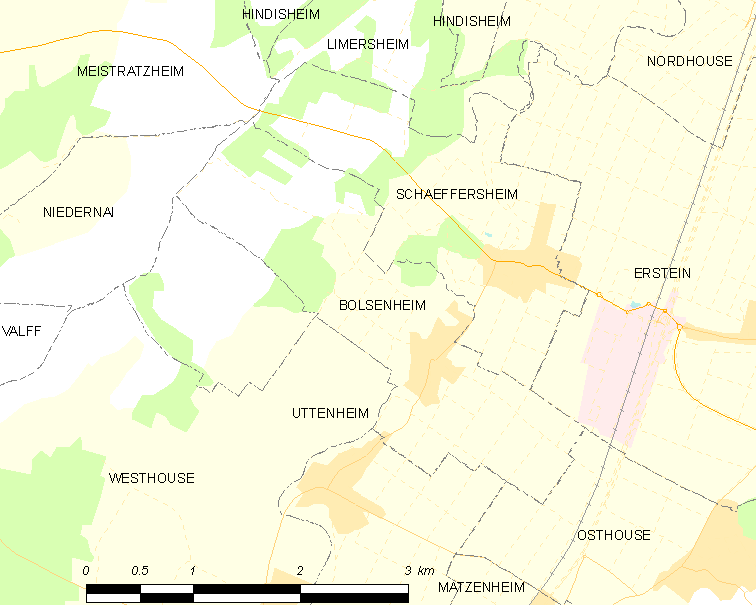
博尔瑟奈姆的OSM定位图

博尔瑟奈姆的时区为UTC+01:00、UTC+02:00（夏令时）。

## 行政
博尔瑟奈姆的邮政编码为67150，INSEE市镇编码为67054。

## 政治
博尔瑟奈姆所属的省级选区为埃尔什泰因区。

## 人口

1962-2008年间博尔瑟奈姆人口变化图示

博尔瑟奈姆于2022年1月1日时的人口数量为572人。